# 비첸차도
비첸차도(이탈리아어: Provincia di Vicenza)은 이탈리아 베네토주의 도이다. 도청 소재지는 비첸차이다. 면적은 2,722 km2, 인구는 840,000(2006)이다.